# تعطين حمضي
التعطين الحمضي هي تقنية يتم من خلالها استخلاص الأحافير الدقيقة العضوية من مصفوفة الصخور المحيطة بها باستخدام الأحماض.
ويمكن استخدام حمض الهيدروكلوريك أو حمض الخليك في استخلاص الأحافير الفوسفاتية، مثل أحافير الأصداف البحرية الصغيرة، من مصفوفة كربونية. كذلك، يستخدم حمض الهيدروفلوريك في عمليات التعطين الحمضية لاستخلاص الأحافير العضوية من صخور السيليكات. فقد تُغمر الصخور ذات الأحافير مباشرةً في الحمض، أو يمكن استخدام طبقة رقيقة من نيترات السيليلوز (المذابة في أسيتات الأميل)، التي تلتصق بالمكون العضوي وتسمح بإذابة الصخور المتكونة حوله.